# Xenophora crispa
Xenophora (Xenophora) crispa is een slakkensoort uit de familie van de Xenophoridae. De wetenschappelijke naam van de soort is voor het eerst geldig gepubliceerd in 1825 door König.